# پرچم دگرجنس‌گرایی
پرچم دگرجنس‌گرایی یک پرچم افتخار است که برای نشان دادن دگرجنس‌گرایی در نظر گرفته شده‌است. برخی از پرچم‌های مستقیم نشان‌دهنده افتخار به دگرجنس‌گرایی، جنبشی محافظه‌کارانه در برابر افتخار ال‌جی‌بی‌تی هستند. همچنین پرچم دگرجنس‌گرایی متحد وجود دارد که برای نشان دادن اتحاد افراد دگرجنس‌گرا با جامعه ال‌جی‌بی‌تی در نظر گرفته شده‌است. اگرچه پرچم‌های دگرجنس‌گرایی پیشنهادی زیادی وجود دارد، اما امروزه هیچ‌یک از آنها از اجماع گسترده‌ای برای استفاده برخوردار نیستند.

## افتخار به دگرجنس‌گرایی
پرچمی متشکل از نوارهای سیاه و سفید متناوب، با طرحی شبیه به پرچم رنگین کمانی ال‌جی‌بی‌تی، برای نشان دادن افتخار به دگرجنس‌گرایی ایجاد شد. انواع مختلفی از این پرچم وجود دارد. یکی از رنگ‌های سفید، خاکستری و سیاه استفاده می‌کند، همچنین از پرچم رنگین‌کمان تقلید می‌کند و در اوایل دهه ۲۰۰۰ به وجود آمده‌است.
در سال ۲۰۱۵، حزب سیاسی متحد واحد، که در آن زمان ولادیمیر پوتین، رئیس‌جمهور وقت روسیه عضوی از آن بود، یک پرچم افتخار مستقیم را معرفی کرد که در روز پیتر و فورونیا (همچنین به عنوان روز خانواده، عشق و وفاداری شناخته می‌شود) نمایش داده می‌شود. این پرچم متشکل از یک زن، یک مرد و سه فرزندشان با هشتگ #НастоящаяCемья (#خانواده‌واقعی) در زیر آن است. این به عنوان پاسخی به قانونی‌شدن ازدواج همجنس‌گرایان در ایالات متحده در اوایل همان سال ایجاد شد. این دارای سه نوع است که هر کدام یکی از سه رنگ پرچم روسیه را نشان می‌دهد. یکی خانواده و متن را با رنگ قرمز در پس‌زمینه سفید به تصویر می‌کشد، در حالی که دو مورد دیگر نمادها را به رنگ سفید در یک فیلد قرمز یا آبی نشان می‌دهند. سازمان فرانسوی علیه ازدواج همجنس‌گرایان اعتصاب برای همه (به فرانسوی: La Manif pour tous) این حزب را به سرقت ادبی متهم کرد، زیرا پرچمی که استفاده می‌کرد بسیار شبیه پرچمی بود که توسط روسیه واحد استفاده می‌شد، تنها تفاوت‌ها این بود که پرچم سازمان فرانسوی دو فرزند دارد. و نه سه با این حال، الکسی لیسوونکو، معاون وقت روسیه متحد در مسکو، اظهار داشت که طراحی این پرچم با تأیید سازندگان اعتصاب برای همه انجام شده‌است.